# آثار سنگی شاهزاده ابوالقاسم
آثار سنگی شاهزاده ابوالقاسم مربوط به دوره ساسانیان - دوران‌های تاریخی پس از اسلام است و در شهرستان دیر، شمال بندر دیر، جنوب وشرق امامزاده ابوالقاسم واقع شده و این اثر در تاریخ ۹ اردیبهشت ۱۳۸۲ با شمارهٔ ثبت ۸۴۰۴ به‌عنوان یکی از آثار ملی ایران به ثبت رسیده است.